# 御女四
天龍座χ，又名BD+72 839，HD 170153、SAO 9087、HR 6927，是天龍座的一颗恒星，视星等为3.57，位于銀經103.46，銀緯28.06，其B1900.0坐标为赤經18h 22m 51.5s，赤緯+72° 28.06′ 22″。